# 交友社
株式会社交友社（こうゆうしゃ）は、愛知県名古屋市千種区今池二丁目1番19号に本店を置く日本の出版社。
創業は1901年。1934年（昭和9年）9月に株式会社に改組された。主な刊行物は『鉄道ファン』など。

## 歴史
元々は、旧国鉄や各鉄道会社の鉄道教習所（動力車操縦者養成所）で使用する教本や、受験案内書を製作していた。
戦前の業界向ベストセラーは、蒸気機関車乗務員用、機関士向き『機関車の構造及び理論。上・中・下』1931年〜、機関助士向き『略図の機関車』1933年〜等。従って顧客は当時の国鉄、大手私鉄などであった。
教本製作の傍らで、鉄道部内向けの業界月刊雑誌『the locomotive engineering』1929年に創刊。1940年10月号からは『機関車界』に誌名変更する。その後戦時中は一時休刊となる。
1952年（昭和27年）10月に『the locomotive engineering』（1955年に『ロコとディーゼル』、その後『ディーゼル』（1989年まで発行）に誌名変更）で再刊。姉妹誌『electric car and locomotive』（戦時中は『電機車界』に誌名変更。後に『電車』（1997年まで）と『電気機関車』（1985年まで）とカテゴリーを分割）等も取り扱っていた。
しかし、鉄道関係者から鉄道趣味雑誌の出版を打診され、『鉄道ファン』を鉄道友の会の編集により発行してみると好評だったのでその後、交友社は鉄道趣味人を対象にした本を多く出版するようになった。なお、趣味の本は本店ではなく東京支店で取り扱う。
株式会社に改組する以前の交友社については元々、山田活版印刷が鉄道教本の出版社名として「交友社」を使用した模様であり、山田活版印刷の創業は、1901年9月となっている。交友社の鉄道書籍で最も古い物には『空氣制動機問答』（小森・横田共著1926年12月27日発行）があるが、それより古い書籍があるのかどうかなどの詳細は不明。